# Acarellina psidii
Acarellina psidii är en svampart som beskrevs av Bat. & H. Maia 1960. Acarellina psidii ingår i släktet Acarellina, divisionen sporsäcksvampar och riket svampar.   Inga underarter finns listade i Catalogue of Life.